# 艺术宫 (墨西哥城)
艺术宫（Palacio de Bellas Artes）是墨西哥最重要的文化中心 ，位于墨西哥城历史中心的西侧，毗邻阿拉梅达中心公园。 
墨西哥第一座國家劇院建於19世紀後期，但很快就決定將其拆除，重建一座更华丽的建筑，以庆祝1910年墨西哥独立战争一百周年最初的設計和建造工作已經開始由意大利建築師Adamo Boari於 1904 年設計，但由於軟底土和墨西哥革命的政治問題引起的複雜性，在1913年完全停工。1932年墨西哥建築師費德里科·馬里斯卡爾再次開始施工後，最後艺术宫於1934年 11 月 29 日落成，是墨西哥第一家致力於展示沉思藝術品的藝術博物館。。
艺术宫的外部为新古典主义和新艺术运动风格，內部主要是裝飾藝術。該建築以迭戈·里韋拉等人的壁畫以及它舉辦的許多展覽和戲劇表演而聞名，其中包括墨西哥民俗芭蕾舞團。

## 外部連結
- Palacio de Bellas Artes website 的存檔，存档日期2019-04-27. at palacio.bellasartes.gob.mx/
- . sobrearquitectura.com.   [2022-02-16]. （原始内容存档于2022-02-16）.
- in-depth-tour-SF （页面存档备份，存于）